# Lotus gebelia
Lotus gebelia är en ärtväxtart som beskrevs av Étienne Pierre Ventenat. Lotus gebelia ingår i släktet käringtänder, och familjen ärtväxter. Inga underarter finns listade i Catalogue of Life.